# Jill Bakken
Jill Bakken (Portland, 25 gennaio 1977) è un'ex bobbista statunitense.

## Biografia
Frequentò l'Eastern Washington University, l'Università dello Utah e l'Università statale dell'Oregon dove praticò il calcio. Ha inoltre fatto parte della Guardia nazionale degli Stati Uniti d'America.
Nel 2002, a Park City, divenne la prima campionessa olimpica nel bob femminile, infatti ai XIX Giochi olimpici invernali vinse la medaglia d'oro in coppia con Vonetta Flowers con un tempo di 1:37,76 precedendo i due equipaggi tedeschi Prokoff/Holzner ed Erdmann/Herschmann.
Nel dicembre 2009 entrò a far parte dello staff tecnico della nazionale canadese. La Bakken è inoltre sposata con l'ex-bobbista canadese Florian Linder.

### Olimpiadi
- 1 medaglia:
  - 1 oro (bob a due a Salt Lake City 2002).

### Coppa del Mondo
- Miglior piazzamento in classifica generale nel Bob a due: 2ª nel 1999/00.